# Большая астрономическая энциклопедия (Эксмо)
«Большая астрономическая энциклопедия» — книга, выпущенная издательством «Эксмо» в 2007 году (по данным интернет-магазинов — в 2008 году) тиражом 4000 экземпляров, ISBN 978-5-699-24877-3. Содержит 25 000 статей с сомнительным по качеству содержанием. В 2009 году стала лауреатом антипремии «Абзац», главный приз — «Полный абзац» (за «худшее всё»).

## История
Книга стала широко известной после того, как лектор планетария Культурного центра Вооружённых сил России Елена Заславская написала в сообщество astronomy_ru «Живого Журнала» своё мнение о книге — «…самая настоящая халтура …, от которой нужно оградить детей, друзей и знакомых, далёких от астрономии…».
Критические оценки были размещены на сайте ГАИШа, сайтах «Астронет», в издании «Газета.Ru», в статье «Паразитирующие на астрономии» Ю. Н. Ефремова.
Издательство «Эксмо» поместило на своём сайте объявление, что тираж отозван изо всех точек продаж и будет уничтожен, а также пообещало вернуть деньги покупателям, купившим издание. Однако книга продолжает продаваться в магазинах.

## Авторы
Среди авторов (Алексеев В. С., Богачкина Н. А., Гаврилова Ю. В., Долбилова Ю. В., Кагис Н. Я., Каташева В. Д., Кузеняткина Е. В., Липатова Г. А., Морозова Е. В., Мустафина И. В., Пиксаева В. С., Половникова Ю. М., Попова А. И., Семык О. И., Татару О. В., Хамидова В. Р.) нет ни одного известного науке астронома или физика. Научного редактора нет, научного консультанта нет.

## Цитаты
- «Волны гравитационные — испускаются электрическим зарядом при совершении колебаний в пространстве».
- «Фазовый угол — угол, который расположен на расстоянии от Солнца до Луны, а также от Луны до Земли».
- «Фундаментальная астрономия — современная физико-математическая наука, которая развивается в непосредственной взаимосвязи с научно-техническим прогрессом».
- «Галактический каннибализм (внегалактическая астрономия) — раздел астрономии, в котором изучаются космические тела (звезды, галактики, квазары и др.), находящиеся за пределами нашей звездной системы Галактики»[5].
- «…наша Галактика возникла после того, как на Земле вымерли динозавры»[9].